# Joseph Rickson
Joseph "Joe" Rickson (* 6. September 1880 in Clearcreek, Montana, USA; † 8. Januar 1958 in Los Angeles County, Kalifornien, USA) war ein US-amerikanischer Filmschauspieler.

## Leben
Zwischen 1913 und 1944 spielte Rickson in weit über achtzig Filmen, meist Western, die meisten davon Stummfilme. In der Tonfilmära wurde er seltener beschäftigt. Ein später Auftritt war 1939 die Rolle als Hank Plummer in dem Western-Klassiker Ringo von John Ford.

## Filmografie
- 1913: Hilda of the Mountains
- 1914: The Lost Arrow
- 1914: The Price of Crime
- 1915: He's in Again
- 1916: A Woman's Eyes
- 1916: Across the Rio Grande
- 1916: For the Love of a Girl
- 1916: Love's Lariat
- 1916: The Committee on Credentials
- 1916: The Devil's Own
- 1916: The Night Riders
- 1916: The Three Godfathers
- 1916: The Wedding Guest
- 1917: Bill Brennan's Claim
- 1917: Border Wolves
- 1917: Casey's Border Raid
- 1917: Double Suspicion
- 1917: Meet My Wife
- 1917: Right of Way Casey
- 1917: Squaring It
- 1917: Swede Hearts
- 1917: The Getaway
- 1917: The Honor of Men
- 1917: The Ninth Day
- 1917: The Raid
- 1917: They Were Four
- 1918: Baree, Son of Kazan
- 1918: Beating the Limited
- 1918: Cactus Crandall
- 1918: Cavanaugh of the Forest Rangers
- 1918: Naked Fists
- 1918: Quick Triggers
- 1918: Roped and Tied
- 1918: The Home Trail
- 1918: The Husband Hunter
- 1918: Trail of No Return
- 1918: When Paris Green Saw Red
- 1919: Go-Get-Em Garringer
- 1919: The Heart Beneath
- 1919: The Little Boss
- 1921: Outlawed
- 1921: The Flower of the North
- 1922: The Purple Riders
- 1923: Brass Commandments
- 1923: Pioneer Trails
- 1924: Code of the Wilderness
- 1924: Rip Roarin' Roberts
- 1924: Rough Ridin’
- 1925: A Two-Fisted Sheriff
- 1925: Action Galore
- 1925: Baree, Son of Kazan
- 1925: Beyond the Border
- 1925: Der Rächer
- 1925: Einer von den siebenten Reitern
- 1925: Fast Fightin’
- 1925: The Human Tornado
- 1926: Davy Crockett at the Fall of the Alamo
- 1926: König der Cowboys (The Buckaroo Kid)
- 1926: Outlaw Love
- 1926: Rawhide
- 1926: The Flying Horseman
- 1927: Border Blackbirds
- 1927: Land of the Lawless
- 1927: The Devil's Twin
- 1927: Two-Gun of the Tumbleweed
- 1927: Whispering Sage
- 1928: A Trick of Hearts
- 1928: The Code of the Scarlet
- 1928: Yellow Contraband
- 1929: Das Geheimnis der Höllenschlucht
- 1929: Die Goldmine von Santa Paxi
- 1930: The Lone Star Ranger
- 1930: Trails of Danger
- 1931: A Son of the Plains
- 1931: Three Rogues
- 1931: Wild Horse
- 1932: Heritage of the Desert
- 1932: Sundown Rider
- 1933: Fargo Express
- 1934: Elinor Norton
- 1934: Prescott Kid
- 1935: Bar 20 Rides Again
- 1935: Die Elenden
- 1935: Escape from Devil's Island
- 1935: Gallant Defender
- 1935: Under the Pampas Moon
- 1936: Aufruhr in Mesa Grande
- 1936: Song of the Saddle
- 1936: Three on the Trail
- 1939: Arizona Legion
- 1939: Ringo
- 1939: Oklahoma Kid
- 1940: Prairie Law
- 1940: Triple Justice
- 1944: Girl Rush
- 1945: San Francisco Lilly
- 1945: West of the Pecos
- 1953: Wem die Sonne lacht